# The Grace Jones Story
The Grace Jones Story es la antología de la carrera de Grace Jones que abarca canciones desde 1977 a 1993. The Grace Jones Story es el primer intento de Island Records y Universal Music de crear una amplia documentación de la carrera discográfica de Jones, comenzando con su álbum debut Portfolio (1977) y terminando con el sencillo "Sexdrive" del EP homónimo (1993). La recopilación omite su mayor éxito comercial, "Slave to the Rhythm" (1985), como también los temas "Demolition Man", "Victor Should Have Been a Jazz Musician" y "Amado Mio".

## Lista de canciones

### Disco uno
1. "That's the Trouble" (Grace Jones, Pierre Papadiamandis) - 3:39 
  - Del álbum Portfolio (1977)
2. "I Need A Man" (Pierre Papadiamandis, Paul Adrian Slade) - 3:24
  - Del álbum Portfolio (1977)
3. "La Vie en Rose" (Édith Piaf, Louigny) - 7:28
  - Del álbum Portfolio (1977)
4. "Send in the Clowns" (Stephen Sondheim) - 7:35
  - Del álbum Portfolio (1977)
5. "What I Did for Love" (Marvin Hamlisch, Edward Kleban) - 5:17
  - Del álbum Portfolio (1977)
6. "Do or Die" (Editado en 7") (James Bolden, Jack Robinson) - 3:22
  - Versión original en el álbum Fame (1978)
7. "Fame" (Jack Robinson, Martin Slavin) - 5:36
  - Del álbum Fame (1978)
8. "Am I Ever Going to Fall in Love in New York City" (James Bolden, Jack Robinson) - 5:28
  - Del álbum Fame (1978)
9. "Don't Mess With the Messer" (Grace Jones, Pierre Papadiamondis) - 4:52
  - Del álbum Muse (1979)
10. "Sinning" (Grace Jones) - 5:06
  - Del álbum Muse (1979)
11. "Saved" (Grace Jones) - 5:01 (La versión original dura 7:13; este CD inexplicablemente omite los dos primeros minutos de la canción, empezando desde la primera línea del "segundo" verso)
  - Versión original en el álbum Muse (1979)
12. "Warm Leatherette" (Versión LP) (Daniel Miller) - 4:29
  - Del álbum Warm Leatherette (1980)
13. "Love is the Drug" (Versión LP) (Bryan Ferry, Andy Mackay) - 7:11
  - Del álbum Warm Leatherette (1980)
14. "The Hunter Gets Captured by the Game" (Versión LP) (Smokey Robinson) - 3:48
  - Del álbum Warm Leatherette (1980)

### Disco dos
1. "Private Life" (Versión LP) (Chrissie Hynde) - 5:13
  - Del álbum Warm Leatherette (1980)
2. "She's Lost Control" (Versión larga) (Ian Curtis, Bernard Dickin, Peter Hook, Stephen Morris) - 8:23
  - Del álbum recopilatorio Private Life: The Compass Point Sessions (1998). Lado B de las sesiones de Warm Leatherette (1980)
3. "Pull Up to the Bumper" (Editado en 7") (Koo Koo Baya, Grace Jones, Dana Mano) - 3:41
  - Versión original en el álbum Nightclubbing (1981)
4. "Walking in the Rain" (Harry Vanda, George Young) - 4:20
  - Del álbum Nightclubbing (1981)
5. "Use Me" (Bill Withers) - 5:05
  - Del álbum Nightclubbing (1981)
6. "Nightclubbing" (David Bowie, Iggy Pop) - 5:06
  - Del álbum Nightclubbing (1981)
7. "I've Seen That Face Before (Libertango)" (Astor Piazzolla, Barry Reynolds, Dennis Wilkey, Nathalie Delon) - 4:30
  - Del álbum Nightclubbing (1981)
8. "My Jamaican Guy" (Grace Jones) - 6:01
  - Del álbum Living My Life (1982)
9. "The Apple Stretching" (Melvin van Peebles) - 7:10
  - Del álbum Living My Life (1982)
10. "Nipple to the Bottle" (Grace Jones, Sly Dunbar) - 5:53
  - Del álbum Living My Life (1982)
11. "I'm Not Perfect (But I'm Perfect for You)" (Grace Jones, Bruce Woolley) - 3:59
  - Del álbum Inside Story (1986)
12. "Love on Top of Love" (Grace Jones, David Cole) - 6:16
  - Del álbum Bulletproof Heart (1989)
13. "Someone to Love" (Grace Jones, Chris Stanley) - 4:49
  - Del álbum Bulletproof Heart (1989)
14. "Sexdrive" (Sex Pitch Mix editado en 7") (Fraser, Rodriguez) - 4:00
  - EP de 1993